# Ligne Kelana Jaya
La ligne Kelana Jaya (anciennement ligne Putra) est la cinquième ligne du réseau intégré de transport en commun du Grand Kuala Lumpur, en Malaisie. Longue de 46,4 km, il s'agit d'une ligne de métro automatisé utilisant un moteur à induction linéaire, comme le métro aérien de Vancouver. Elle est gérée par la Syarikat Prasarana Negara Berhad.

## Histoire
La ligne « Projek Usahasama Transit Ringan Automatik (PUTRA) » est mise en service le 1er septembre 1998, longue de 14,1 kilomètres entre les stations Kelana Jaya et Pasar Seni. Elle est prolongée le 26 juin 1999 de 14,9 kilomètres entre Pasar Seni et Terminal Putra (renommé depuis Gombak). Ce qui en fait alors, avec ses 29 kilomètres, la ligne la « plus longue ligne entièrement automatisée du monde » (jusqu'en octobre 2000).
En juillet 2005, la ligne Putra (Putraline) est renommée ligne Kelana Jaya (Kelana Jaya line).
Le premier avril 2001 une nouvelle station KL Sentral est mise en service et le 24 décembre 2010 une nouvelle station Sri Rampai est également ajoutée.
En 2006, une extension est étudiée vers l'Ouest, pour desservir Subang Jaya, et le Sud-Ouest pour rejoindre Putra Heights. 13 nouvelles stations sont prévues, rallongeant la ligne de 17 km. La mise en service de l'extension a eu lieu le 30 juin 2016.

## Caractéristiques

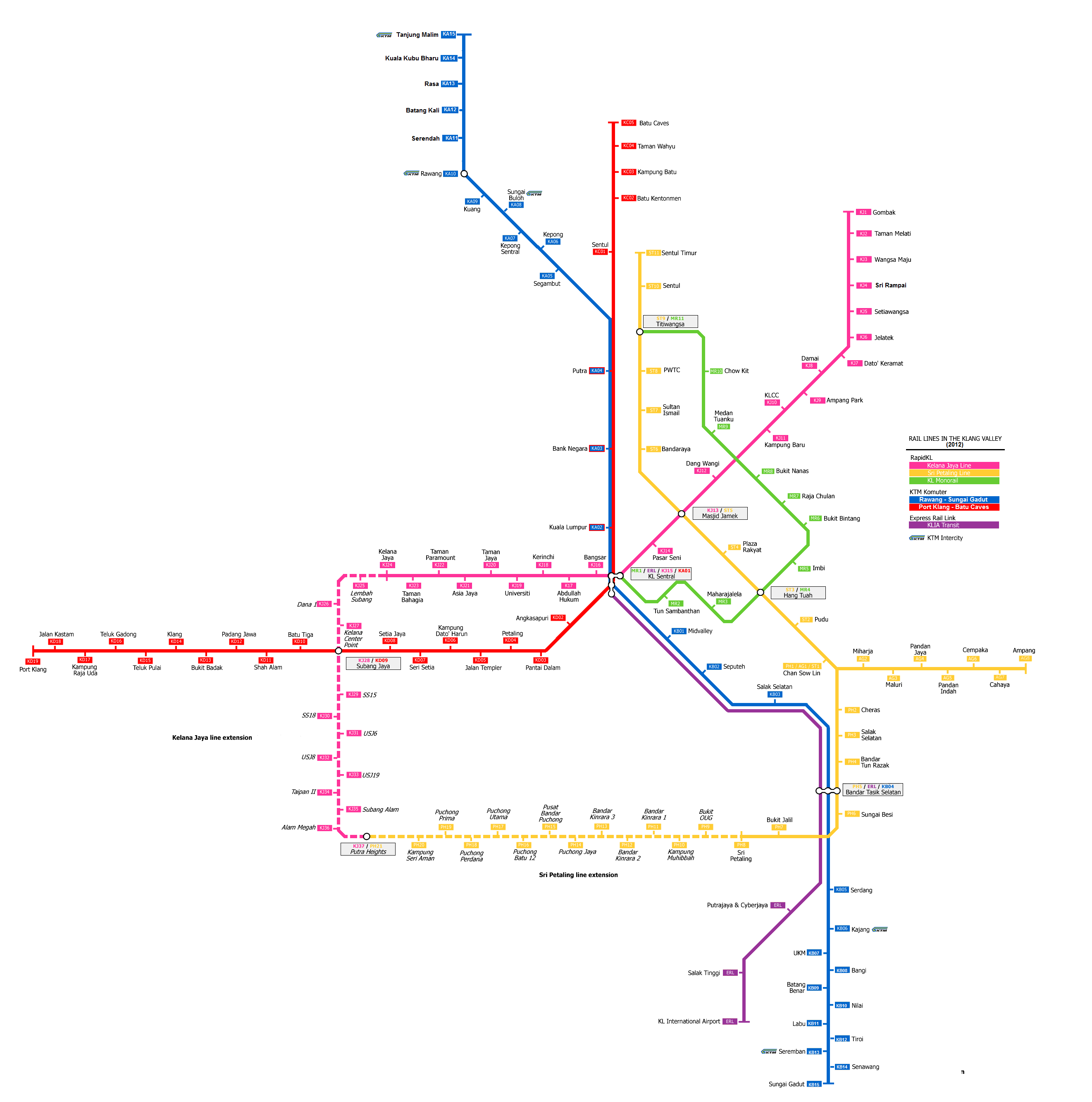
Carte du réseau intégré du Grand Kuala Lumpur. La ligne Kelana Jaya apparaît en rose. La section en pointillé correspond à la dernière extension, mise en service en juin 2016.

### Ligne
La ligne est principalement aérienne avec des tronçons au niveau du sol (ou en tranchée) et une section souterraine de 4,4 kilomètres entre les stations Masjid Jamek et Ampang Parc.

### Stations
Les stations sont toutes utilisables par les personnes à mobilité réduite et celle de la portion souterraine disposent de portes palières. L'espace entre la rame et le quai est de moins de 5 cm car la voie est bétonnée, les rames ont une suspension élastique directe et les stations ne sont pas en courbe.
| Sigle        | Nom de la station       | Quai                | Correspondance                                     |
| ------------ | ----------------------- | ------------------- | -------------------------------------------------- |
| KJ1          | Gombak                  | central             |                                                    |
| KJ2          | Taman Melati            | latéral             |                                                    |
| KJ3          | Wangsa Maju             | central             |                                                    |
| KJ4          | Sri Rampai              | fermé               |                                                    |
| KJ5          | Setiawangsa             | central             |                                                    |
| KJ6          | Jelatek                 | latéral             |                                                    |
| KJ7          | Dato' Keramat           | central             |                                                    |
| KJ8          | Damai                   | central             |                                                    |
| KJ9          | Ampang Park             | central, souterrain |                                                    |
| KJ10         | KLCC                    | central, souterrain |                                                    |
| KJ11         | Kampung Baru            | central, souterrain |                                                    |
| KJ12         | Dang Wangi              | central, souterrain | vers Monorail                                      |
| KJ13 / SP7   | Masjid Jamek            | central, souterrain | vers la Ligne Sri Petaling                         |
| KJ14 / SBK17 | Pasar Seni              | central             | vers Ligne MRT Sungai Buloh-Kajang                 |
| KJ15         | KL Sentral              | latéral             | vers Réseau ferré KTM, Ligne ferrée KLIA, Monorail |
| KJ16         | Bank Rakyat - Bangsar   | latéral             |                                                    |
| KJ17 / KD01  | Abdullah Hukum          | latéral             |                                                    |
| KJ18         | Kerinchi                | latéral             |                                                    |
| KJ19         | KL Gateway - Universiti | central             |                                                    |
| KJ20         | Taman Jaya              | latéral             |                                                    |
| KJ21         | Asia Jaya               | central             |                                                    |
| KJ22         | Taman Paramount         | latéral             |                                                    |
| KJ23         | Taman Bahagia           | latéral             |                                                    |
| KJ24         | Kelana Jaya             | central             |                                                    |
| KJ25         | Lembah Subang           | latéral             |                                                    |
| KJ26         | Ara Damansara           | central             |                                                    |
| KJ27         | Glenmarie               | central             |                                                    |
| KJ28 / KD09  | Subang Jaya             | central             |                                                    |
| KJ29         | SS15                    | central             |                                                    |
| KJ30         | SS18                    | central             |                                                    |
| KJ31 / SB7   | USJ7                    | central             |                                                    |
| KJ32         | Taipan                  | latéral             |                                                    |
| KJ33         | Wawasan                 | latéral             |                                                    |
| KJ34         | USJ21                   | latéral             |                                                    |
| KJ35         | Alam Megah              | central             |                                                    |
| KJ36         | Subang Alam             | central             |                                                    |
| KJ37 / SP31  | Putra Heights           | central             | vers la ligne Sri Petaling                         |

La liste des stations du tableau suit l'axe Nord/Sud. Les stations avec un quai central permettent un passage facile entre les deux sens de déplacement.

## Matériel roulant
| Matériel roulant  | Livraison   | Constructeur | Nombre de rame | Nombre de voiture par train | Photo |
| ----------------- | ----------- | ------------ | -------------- | --------------------------- | ----- |
| INNOVIA ART 200   | 1998 - 2017 | Bombardier   | 80             | 2 à 4                       |       |
| INNOVIA Metro 300 | 2016 - 2023 | Alstom       | 41             | 4                           |       |

## Exploitation
Comme pour les lignes Ampang et Sri Petaling, l'entreprise gestionnaire est la Syarikat Prasarana Negara Berhad.